# Kate Burton
Katherine Burton (Ginebra; 10 de septiembre de 1957), conocida como Kate Burton, es una actriz estadounidense, hija del actor Richard Burton y Sybil Burton, que ha sido nominada para tres premios Primetime Emmy y tres premios Tony.

## Primeros años
Burton nació en Ginebra, Suiza, hija de la productora Sybil Burton (apellido de soltera, Williams) y el actor Richard Burton. Es hijastra de la actriz Elizabeth Taylor y Jordan Christopher. Burton obtuvo una licenciatura en estudios de Rusia y de la historia europea de la Universidad de Brown en 1979. También estudió en la School of Drama de la Universidad de Yale en 1983. En 2007 recibió un doctorado honorario de la Universidad de Brown.

## Carrera
El primer papel notable de Burton llegó con el montaje en Broadway, en 1982, de la obra de Noel Coward Present Laughter, dirigida por George C. Scott. Al año siguiente apareció en la producción de Broadway de Doonesbury y encadenó varias obras seguidas, entre las que destacaron An American Daughter, de Wendy Wasserstein y La reina de la belleza de Leenane (The Beauty Queen of Leenane), de Martin McDonagh. En 1992 actuó junto a Alan Alda en Jake's Women (1992), de Neil Simon.
En 2002, interpretó dos papeles y fue nominada para un premio Tony para ambos. Fue nominada como Mejor Actriz en una Obra por su interpretación del papel protagonista en Hedda Gabler, de Henrik Ibsen, y como la Mejor Actriz en una Obra Destacada por el papel de Pinhead / Sra. Kendal en la reposición de El hombre elefante. Esta doble candidatura la convirtió en una de las tres actrices, junto con Amanda Plummer y Dana Ivey, nominadas en dos premios Tony de interpretación en el mismo año.
2006 fue otro año ocupado para Burton como pudo verse fuera de Broadway en la segunda escena del teatro frente a Tony Goldwyn, en The Water's Edge, de Theresa Rebeck. El mismo año fue nominada a Mejor actriz principal de nuevo en 2006 en The Constant Wife, de Somerset Maugham. En 2007 interpretó a Ranévskaya en The Cherry Orchard en el Huntington Theatre de Boston.
Burton también fue parte del elenco del exitoso musical de Broadway Spring Awakening. Comenzó el 21 de diciembre de 2007 y sustituyó a la actriz Christine Estabrook en el papel de las mujeres adultas. Kristine Nielsen se hizo cargo del papel el 2 de marzo  por un corto período de tiempo hasta que Estabrook volvió a asumirlo.

## Vida personal
Burton está casada con Michael Ritchie, Director Artístico del Grupo de Teatro del Centro de Los Ángeles y uno de los productores de los musicales de Broadway The Drowsy Chaperone y Curtains. Tienen dos hijos, Morgan Ivor (nacido el 14 de mayo de 1988) y Charlotte Frances (nacida el 19 de enero de 1998).

## Filmografía
Cine
| Año  | Película                    | Papel              | Notas                 |
| ---- | --------------------------- | ------------------ | --------------------- |
| 1969 | Anne of the Thousand Days   | Sirvienta          | (cameo no acreditado) |
| 1986 | Big Trouble in Little China | Margo Litzenberger |                       |
| 1993 | Life with Mikey             | Mrs. Burns         |                       |
| 1996 | August                      | Helen Blathwaite   |                       |
| 1996 | The First Wives Club        | Woman in Bed       |                       |
| 1997 | The Ice Storm               | Dorothy Franklin   |                       |
| 1998 | Celebrity                   | Cheryl             |                       |
| 2000 | The Opportunists            | Rest Home Sister   |                       |
| 2002 | Unfaithful                  | Tracy              |                       |
| 2002 | Swimfan                     | Carla Cronin       |                       |
| 2003 | The Paper Mache Chase       | Martha             | cortometraje          |
| 2005 | Stay                        | Mrs. Letham        |                       |
| 2006 | Sherrybaby                  | Marcia Swanson     |                       |
| 2007 | Lovely by Surprise          | Helen              |                       |
| 2008 | What Just Happened          | Dr. Randall        |                       |
| 2008 | Quid Pro Quo                | Merilee            |                       |
| 2008 | Max Payne                   | Nicole Horne       |                       |
| 2009 | The Kings of Appletown      | Aunt Birdy         |                       |
| 2009 | Spooner                     | Alice Spooner      |                       |
| 2010 | Remember Me                 | Janine             |                       |
| 2010 | Consent                     | Susan              |                       |
| 2010 | 127 Hours                   | Aron's Mom         |                       |
| 2011 | Puncture                    | Senator O'Reilly   |                       |
| 2012 | Liberal Arts                | Susan              |                       |
| 2012 | 2 Days in New York          | Bella              |                       |
| 2012 | Mariachi Gringo             | Anne               |                       |
| 2014 | Barefoot                    | Mrs. Wheeler       |                       |
| 2015 | Bleeding Heart              | Martha             |                       |
| 2015 | Martyrs                     | Eleanor            |                       |
| 2015 | Amok                        | Dr. Wilson         |                       |
| 2019 | Where'd You Go, Bernadette  | Ellen Idelson      |                       |

Televisión
| Año                               | Serie                             | Papel                         | Notas                                                                                               |
| --------------------------------- | --------------------------------- | ----------------------------- | --------------------------------------------------------------------------------------------------- |
| 1983, 2017                        | Great Performances                | Alice / Liz Essendine         | 2 episodios                                                                                         |
| 1984                              | Ellis Island                      | Vanessa Ogden                 | Miniserie 3 episodios                                                                               |
| 1987                              | La cabaña del tío Tom             | Ophelia                       | Telefilme                                                                                           |
| 1987–1988                         | Spenser: For Hire                 | Randy Lofficier               | 2 episodios                                                                                         |
| 1992                              | Law & Order                       | Sister Bettina                | Episodio: "Sisters of Mercy"                                                                        |
| 1992                              | Home Fires                        | Anne Kramer                   | 6 episodios                                                                                         |
| 1993                              | Brooklyn Bridge                   | Susan Lowenberg Jones         | Episodio: "Keeping Up with the Joneses"                                                             |
| 1994                              | Monty                             | Fran Richardson               | 13 episodios                                                                                        |
| 1996                              | Mistrial                          | Katherine Donohue             | Telefilme                                                                                           |
| 1997                              | Ellen Foster                      | Abigail Montford              | Telefilme                                                                                           |
| 1997–2004                         | The Practice                      | A.D.A. Susan Alexander        | 9 episodios                                                                                         |
| 2001–2009                         | Law & Order                       | Erica Gardner                 | 4 episodios                                                                                         |
| 2001                              | 100 Centre Street                 | Sheila Byrne                  | Episodio: "My Brother's Keeper"                                                                     |
| 2001                              | Law & Order: Criminal Intent      | Stephanie Uffland             | Episodio: "The Pardoner's Tale"                                                                     |
| 2005                              | The Closer                        |                               | (Temporada 7, episodio 5: "Perdónanos por nuestras ofensas")                                        |
| 2005–2006                         | Rescue Me                         | Rose                          | 6 episodios                                                                                         |
| 2005–2007; 2014; 2017; 2018; 2021 | Grey's Anatomy                    | Ellis Grey                    | 26 episodios Nominada—Premio Primetime Emmy a la mejor actriz invitada en serie dramática (2006–07) |
| 2008                              | Medium                            | Bonnie Barrister              | Episodio: "To Have and to Hold"                                                                     |
| 2009–2012                         | The Good Wife                     | Victoria Adler                | 3 episodios                                                                                         |
| 2011                              | Law & Order: Special Victims Unit | Annette Cole                  | Episodio: "Bully"                                                                                   |
| 2011–2017                         | Grimm                             | Marie Kessler                 | 3 episodios                                                                                         |
| 2012                              | Made in Jersey                    | Lorraine Beckett              | Episodio: "Cacti"                                                                                   |
| 2012–2017                         | Veep                              | Barbara Hallowes              | 3 episodios                                                                                         |
| 2012–2018                         | Scandal                           | Vicepresidenta Sally Langston | 42 episodios Nominada—Premio Primetime Emmy a la mejor actriz invitada en serie dramática (2014)    |
| 2015                              | Full Circle                       | Vera Quinn                    | 5 episodios                                                                                         |
| 2015                              | Key & Peele                       | Hillary Clinton               | Episodio: "Y'all Ready for This?"                                                                   |
| 2015                              | Extant                            | Fiona Stanton                 | 6 episodios                                                                                         |
| 2016                              | Elementary                        | Maureen Dannon                | Episodio: "Down Where the Dead Delight"                                                             |
| 2016–2018                         | Madam Secretary                   | Maureen McCord-Ryan           | 2 episodios                                                                                         |
| 2018                              | This Is Us                        | Barbara                       | 2 episodios                                                                                         |
| 2018                              | Modern Family                     | Iris Fennerman                | Episodio: "The Escape"                                                                              |
| 2018                              | Mr. Mercedes                      | Mrs. MacDonald                | 3 episodios                                                                                         |
| 2018                              | The Gifted                        | Dr. Madeline Risman-Garver    | Episodio: "the dreaM"                                                                               |
| 2019                              | NCIS: New Orleans                 | Angela Prescott               | Episodio: "A House Divided"                                                                         |
| 2019, 2021                        | Supergirl                         | Isabel Nal                    | 3 episodios                                                                                         |
| 2020                              | Homeland                          | Doris Warner                  | Episodio: "F**ker Shot Me"                                                                          |
| 2020                              | 13 Reasons Why                    | Doctora                       | 2 episodios                                                                                         |
| 2020–2021                         | Charmed                           | Elder Celeste                 | 6 episodios                                                                                         |
| 2020–2021                         | American Experience               | Narrador                      | 4 episodios                                                                                         |
| 2021                              | The Mosquito Coast                | Madre de Margot               | Episodio: "Light Out"                                                                               |
| 2022                              | Inventing Anna                    | Nora Radford                  | 3 episodios                                                                                         |
| 2022                              | The Dropout                       | Rochelle Gibbons              | 6 episodios                                                                                         |
| 2022                              | The First Lady                    | Hillary Clinton               | Episodio: "Rift"                                                                                    |
| 2022                              | Echo 3                            | Senator                       | |
| (Fuente: IMDb.com)                |                                   |                               | |